# Corbezzolo (simbolo patrio italiano)

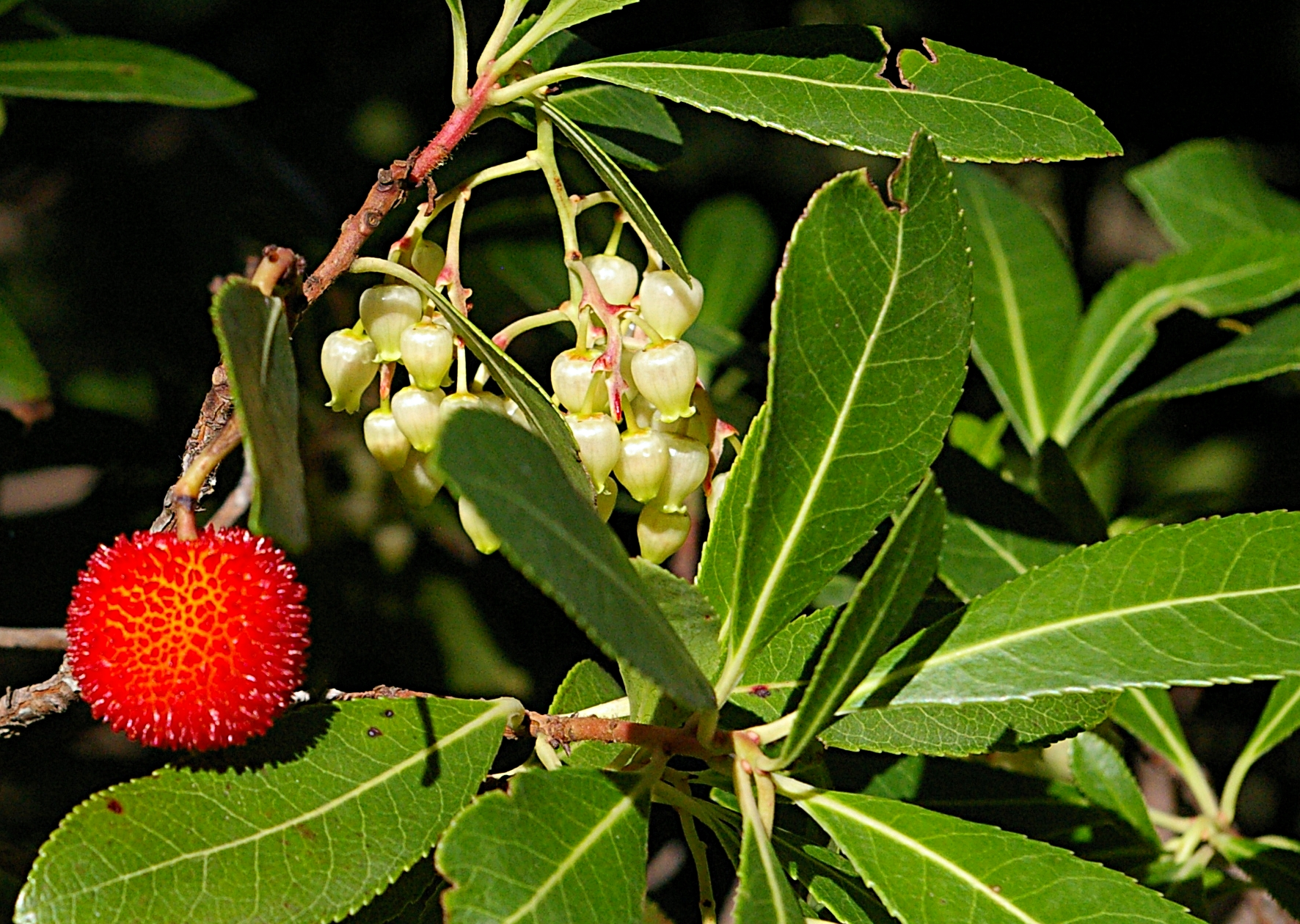
Corbezzolo con fiori e un frutto

Il corbezzolo è considerato un simbolo dell'unità d'Italia. Si può considerare ufficiosamente uno dei simboli patri italiani: con le sue foglie verdi, i suoi fiori bianchi e le sue bacche rosse richiama infatti la bandiera d'Italia.

## Storia

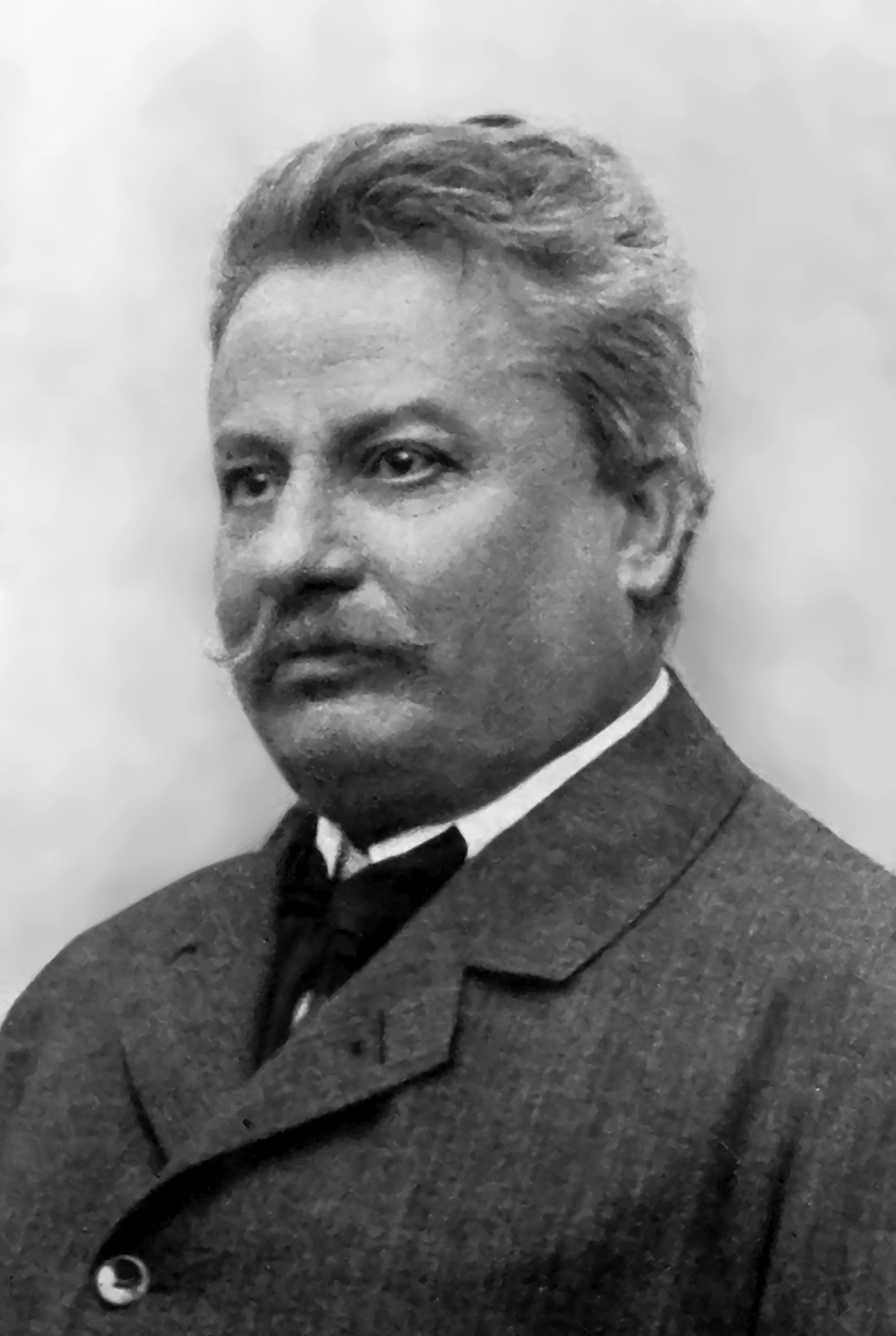
Giovanni Pascoli

Virgilio, in un passo dell'Eneide, narra di Pallante, figlio di Evandro re degli Arcadi, che, dopo essere stato ucciso da Turno, era stato adagiato su rami di corbezzolo, durante il tragitto per riportarne le spoglie al padre
altri a la bara intenti, avean di quercia,
 
d'àrbuto e di tali altri agresti rami
 
fatto un ferètro di virgulti intesto
 
e di frondi coperto, ove altamente
 
del giovinetto il delicato busto
 
composto si giacea qual di vïola,
 
o di giacinto un languidetto fiore
 
còlto per man di vergine, e serbato
 
tra le sue stesse foglie, allor che scemo
 
non è del tutto il suo natio colore
 
né la sua forma; e pur da la sua madre
 
punto di cibo o di vigor non ave.»
(Virgilio, Eneide, XI, vv. 64-65)
La pianta di corbezzolo incominciò a essere considerata simbolo dell'Italia nell'Ottocento, durante il Risorgimento. 
Per tale motivo il poeta Giovanni Pascoli dedicò alla pianta l'ode Al corbezzolo. In essa si fa riferimento al passo dell'Eneide in cui Virgilio narra di Pallante, figlio di Evandro re degli Arcadi, che, dopo essere stato ucciso da Turno, era stato adagiato su rami di corbezzolo, durante il tragitto per riportarne le spoglie al padre.
(Giovanni Pascoli, Al corbezzolo)
La pianta crebbe anche rigogliosa sulla tomba del Pallante posta sul Palatino a Roma. Giovanni Pascoli vide nei colori di questa pianta una prefigurazione della bandiera italiana e considerò Pallante il primo martire della causa nazionale. Infatti il corbezzolo, proprio grazie ai colori che assume in autunno, uguali a quelli della bandiera nazionale, è considerato un simbolo del Tricolore:
(Giovanni Pascoli, Al corbezzolo)
Giovanni Pascoli dedicò al corbezzolo e a Pallante versi di un altro suo componimento, il carme Inno a Roma:
(Giovanni Pascoli, Inno a Roma)

Lo stemma della provincia di Ancona, con un ramo di corbezzolo dai frutti dorati

Un ramoscello di corbezzolo è rappresentato nello stemma della provincia di Ancona, che a sua volta riprende la moneta greca di Ancona del III secolo a.C., a indicare la particolarità geografica maggiore della zona: la presenza del promontorio del Conero il cui nome deriva dal termine greco che indicava la pianta del corbezzolo. Nello specifico la blasonatura dello stemma della provincia di Ancona recita:
(Blasonario dello stemma della provincia di Ancona)